# Sărățeni (gmina w okręgu Marusza)
Sărățeni – gmina w Rumunii, w okręgu Marusza. Obejmuje tylko jedną miejscowość Sărățeni. W 2011 roku liczyła 1608 mieszkańców.